# 梁镗
梁镗（?—?），又作梁，字国宝，别字莹中，金朝范阳县（今河北省涿州市）人。
金世宗大定十六年（1176年）进士。历任州县，轉任警巡使，治理严肃，权贵敛迹。金章宗泰和四年（1204年），任太府监，曾参与讨论铸钱得失。泰和六年（1206年），为尚书户部侍郎，奉旨行六部事于山东。章宗末年，由中都路转运使拜户部尚书，為人方正敢言大事。卫绍王大安三年（1211年），为参知政事。在蒙古帝國威胁日甚的情况下，在攻防方略上与尚书右丞相徒单镒意见相左。梁镗主張和议，有人笑他懦弱。崇庆二年（1212年），編修《章宗實錄》，崇庆二年（1213年），胡沙虎兵败山西后屯妫川，请移内地。参知政事梁镗跪奏，稱胡沙虎奸恶。未几，在任上去世。胡沙虎对他恨入骨髓，說，“梁镗在，族矣”。